# Drino flava
Drino flava là một loài ruồi trong họ Tachinidae.